# گروه سانی
گروه سانی (انگلیسی: Sanne Group) شرکت خدمات مالی بریتانیایی است، که در سال ۱۹۸۸ تأسیس شد.